# Museo de Etnología de Vietnam
El Museo de Etnología de Vietnam es una organización no empresarial de la ciudad de Hanói, dependiente de la Academia de Ciencias Sociales de Vietnam, con la función de investigación científica, colección, inventario, preservación y restauración de artefactos y documentos en la nación; organizar exposiciones, representaciones y otras formas de actividades para presentar, popularizar y educar sobre los valores históricos y culturales de los grupos étnicos en el país y en el extranjero; proporcionar material de investigación sobre grupos étnicos; formación de investigadores, profesionales y gestores en antropología de museos. 
Se centra en los 54 grupos étnicos reconocidos oficialmente en Vietnam. Se encuentra en una propiedad de 43.799 metros cuadrados en el distrito de Cầu Giấy, a unos 8 km del centro de la ciudad de Hanoi. El Museo es miembro de la Academia de Ciencias Sociales de Vietnam, una institución académica del gobierno vietnamita.
Un segundo edificio de exposiciones se inauguró en 2013 y se centra en las culturas y los pueblos del sudeste asiático. 

## Arquitectura
La obra del Museo de Etnología fue diseñada por el arquitecto Ha Duc Linh. El interior fue diseñado por la arquitecta Véronique Dollfus. El museo consta de tres áreas principales de exposición:
- Área de exhibición en el edificio Drum Dong: el espacio de exhibición presenta regularmente los 54 grupos étnicos de Vietnam distribuidos en 2 pisos del edificio con un diseño muy lógico de contenido turístico. Piso 1: Los visitantes conocerán 54 grupos étnicos en Vietnam a través de sus imágenes y sus áreas de residencia. Después de eso, continuarán entrando en detalles de grupos étnicos como: vietnamitas, muong; en el piso 2 están los espacios para exposiciones temporales, siempre renovados según la temática de la exposición. En 2006, se exhibió "La vida en Hanoi durante el período de subvención (1975-1986). En 2013, se exhibió un rincón de la vida de los estudiantes que viven fuera de casa y estudian en las grandes ciudades. En 2014 y 2015, el fotógrafo francés Jean-Marie Duchage exhibió trabajos fotográficos sobre la vida y la gente de las tierras altas centrales en la década de 1950. Además, en el segundo piso del edificio Drum Dong, los visitantes también pueden visitar y aprender sobre otras minorías étnicas de Vietnam como: Tay, Thai, Hmong, Dao, etc.
- Área de exposición al aire libre: es un jardín verde en el que se encuentran 10 obras populares con diferentes tipos de arquitectura.
- Área de exhibición del sudeste asiático (diseñada por los arquitectos Nguyen Manh Thu y Doan The Trung): La construcción comenzó en 2008 y se inauguró el 30 de noviembre de 2013 después de 6 años de construcción con un área de aproximadamente 500 hectáreas. Este es un lugar para ayudar a los visitantes a comprender mejor los países del sudeste asiático a través de las exhibiciones. En diciembre de 2014, el Museo abrió una galería sobre pintura de vidrio de Indonesia. El 24 de octubre de 2015, el Museo abrió dos galerías permanentes sobre "Un vistazo de Asia" y "La vuelta al mundo" en el segundo piso del edificio del sudeste asiático. Con la inauguración de estas nuevas exhibiciones, el Museo de Etnología de Vietnam continúa atrayendo visitantes ansiosos por aprender sobre civilizaciones en la región y en todo el mundo.[2]

Además, está el área de la agencia: instalaciones de investigación, bibliotecas, sistema de almacenes para preservar artefactos.

## Contenido

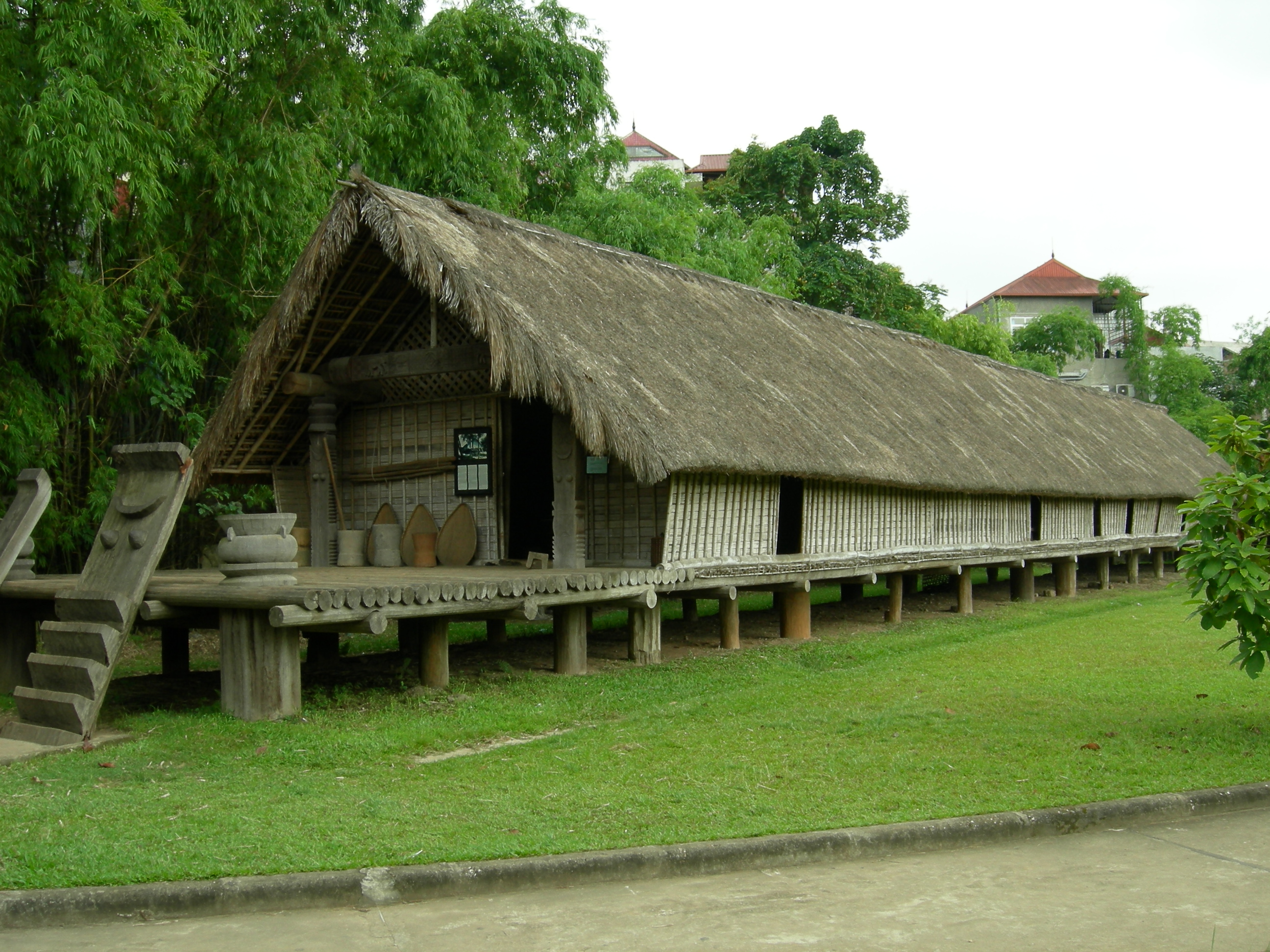
La casa larga de Ede de una familia de comerciantes de Ky - Buon Ma Thuot, Dak Lak (42 m de largo) - Restauración en el Museo de Etnología de Vietnam.

El museo almacena y exhibe muchos objetos culturales de los 54 grupos étnicos en Vietnam, incluidos 15.000 artefactos, 42.000 películas (con fotografías en color), 2190 películas, 273 grabaciones de entrevistas, música, 373 cintas de video y 25 CD-Roms (a partir de 2000). Estos objetos se clasifican de acuerdo con criterios variados, tales como: origen étnico, utilidad, ropa, joyas, herramientas agrícolas, herramientas de pesca, armas, artículos para el hogar, instrumentos musicales, religión-creencia, oración nupcial, funeral y muchas otras actividades espirituales y sociales.
Hay muchos artefactos comunes en la vida diaria de las personas. Especialmente abundantes son los tejidos étnicos, como taparrabos, faldas y toallas, decorados con diferentes técnicas tradicionales; artículos de tejer, especialmente cestas y bandejas; instrumentos musicales de bambú, cáscaras de calabaza secas; artefactos ceremoniales. Junto a estos objetos, también hay fotos y documentoss, que reflejan todos los aspectos de la cultura tangible e intangible, rasgos típicos de la vida y creatividad de los grupos étnicos.
Para atender plenamente a los visitantes, toda la información de la exposición se realiza en 3 idiomas: vietnamita, inglés y francés. El museo también elabora numerosos folletos que presentan los principales contenidos, en vietnamita, inglés, francés, chino, alemán y japonés, que se distribuyen gratuitamente a los visitantes.
En el área exterior, hay 10 obras arquitectónicas populares como: casa comunal de la etnia bahnar, casa larga sobre pilotes del pueblo Ede, palafitos del pueblo tay, casa mitad palafito y mitad tierra del pueblo yao, casa de tierra techada con madera contrachapada del pueblo Hmong, las casas de tejas del pueblo vietnamita, las casas sobre pilotes bajos del pueblo cham, las casas de pared del pueblo hani, las tumbas colectivas del pueblo charai y las tumbas individuales del pueblo Cotu. En este jardín lleno de árboles verdes, también hay barcos de los jemeres y un molino de arroz que funciona con energía hidráulica del pueblo yao. Frente a la casa vietnamita, los sábados y domingos, hay espectáculos de títeres acuáticos a cargo de titiriteros folclóricos de diferentes pueblos.

## Premios
El Museo de Etnología de Vietnam tuvo el honor de recibir la Medalla del Trabajo de Tercera Clase (2000) por parte del Estado, y la Medalla del Trabajo de Segunda Clase (2006). El Gobierno otorgó el Certificado de Mérito (en 2010), presentó la Bandera de Emulación en 2011 y en 2013, el presidente de la Academia de Ciencias Sociales de Vietnam presentó la Bandera de Emulación y el Certificado de Mérito durante muchos años consecutivos.
En 2015, el presidente de la República Socialista de Vietnam otorgó la Medalla del Trabajo de Primera Clase en reconocimiento al trabajo persistente, dinámico y creativo y la excelente realización de todas las tareas asignadas del personal colectivo.